# Пьянов, Алексей Степанович
Алексей Степанович Пьянов (15 марта 1934, Уссурийск, Приморский край — 19 декабря 2014, Москва) — советский и российский поэт-сатирик, пародист, прозаик, журналист, редактор.

## Биография
В 1957 году окончил факультет журналистики Среднеазиатского государственного университета.
В 1956—1958 работал корреспондентом газеты «Физкультурник Узбекистана» (Ташкент).
В дальнейшем много работал в различных изданиях — так, в 1958 он приехал в Калинин (ныне — Тверь), где до 1963 года занимал должность заведующего отделом областной молодёжной газеты «Смена». В этой же газете он работал и с 1967 по 1971 годы, на этот раз совмещая должности заведующего отделом и редактора.
Был также заместителем главного редактора журнала «Юность», а в 1985—2000 возглавлял журнал «Крокодил».
В 1964—1967 работал старшим редактором Омской студии телевидения, в 1971—1975 — заведующим сектором печати, заместителем заведующего отделом пропаганды Калининского обкома КПСС.
Летом 1988 года встретился с Артом Бухвальдом во время визита прославленного фельетониста в СССР в составе делегации американских сатириков. Позднее Пьянов написал об этом статью, которая по совпадению была опубликована в «Литературной газете» вскоре после смерти Бухвальда.
Автор книг стихов и литературных пародий: «Оплошали мужики», «Явление весны», «Долгое лето», «Утренние птицы», «Что посеешь», «Ода ямбу», «Реквием по роману», «Криминальный поцелуй», «Бугорки со стажем». Пародировал таких поэтов, как Андрей Дементьев, Евгений Евтушенко, Юнна Мориц и др.
Также перу Алексея Пьянова принадлежат прозаические книги, в частности — о жизни и творчестве Пушкина: «Берег, милый для меня», «Мои осенние досуги», «Под голубыми небесами», «Пушкинский альбом», «По гордым волжским берегам». Написал книги очерков «Поездка в Берново», «Загадка И. Л. А. Рассказы об Ираклии Андроникове», книгу критических заметок «Три огня».
Автор проекта и редактор «Золотой Библиотеки русской классики» издательства «ПанЪинтер», осуществившей выпуск однотомников Пушкина, Лермонтова, Гоголя, Салтыкова-Щедрина.
Стихи и проза Алексея Пьянова переводились на английский, немецкий, польский, чешский, словацкий, болгарский, венгерский языки, а также на языки народов СССР.
Скончался 19 декабря 2014 года, прах захоронен на Востряковском кладбище Москвы

## Награды и звания
- Орден Дружбы (2 августа 1997 года) — за заслуги перед государством, большой вклад в укрепление дружбы и сотрудничества между народами, многолетнюю плодотворную деятельность в области культуры и искусства[4].
- Лауреат премий журналов «Смена», «Крокодил», премии «Золотой телёнок» «Литературной Газеты» («Клуба 12 стульев») (1979 и 1987 годы), Международного фестиваля сатиры и юмора «Золотой Остап» (Санкт-Петербург).